# Ranah Akua Stoiber
Ranah Akua Stoiber (* 25. Mai 2005 in Middlesex) ist eine britische Tennisspielerin.

## Karriere
Stoiber bevorzugt Sandplätze und spielt bislang hauptsächlich auf Turnieren der ITF Juniors Worls Tennis Tour sowie der ITF Women’s World Tennis Tour, wo sie bislang einen Titel im Einzel gewinnen konnte.
2021 erhielt sie in Wimbledon eine Wildcard für das Juniorinneneinzel, wo sie mit Siegen über Madison Sieg und Barbora Paličová das Achtelfinale erreichte, das sie gegen Kryszina Dsmitruk mit 6:72 und 4:6 verlor. Im Juniorinnendoppel erhielt sie zusammen mit Eva Shaw ebenfalls eine Wildcard. Die Paarung scheiterte aber bereits in der ersten Runde gegen die späteren Halbfinalistinnen Linda Fruhvirtová und Polina Kudermetowa mit 6:3, 3:6 und [6:10].
2022 erreichte sie bei den Australian Open im Juniorinneneinzel mit einem Sieg über Aya El Aouni die zweite Runde, wo sie gegen Michaela Laki in drei Sätzen mit 6:4, 4:6 und 4:6 verlor. Im Juniorinnendoppel erreichte sie mit ihrer Partnerin Mia Kupres das Achtelfinale. Bei den French Open erreichte sie im Juniorinneneinzel wiederum die zweite Runde, wo sie gegen Victoria Mboko verlor. Im Juniorinnendoppel erreichte sie mit Mia Kupres ebenfalls das Achtelfinale. Bei der mit 100.000 US-Dollar dotierten Ilkley Trophy erreichte sie als Qualifikantin mit einem Sieg über Jamie Loeb die zweite Runde des Hauptfelds, wo sie Darija Snihur in drei Sätzen mit 2:6, 6:2 und 2:6 unterlag.

## Turniersiege

### Einzel
| Nr. | Datum        | Turnier  | Kategorie | Belag     | Finalgegnerin | Ergebnis       |
| --- | ------------ | -------- | --------- | --------- | ------------- | -------------- |
| 1.  | 25. Mai 2025 | Estepona | ITF W15   | Hartplatz | Alice Gillan  | 4:6, 7:65, 6:4 |

## Abschneiden bei Grand-Slam-Turnieren

### Juniorinneneinzel
| Turnier         | 2021 | 2022 | 2023 | Karriere |
| --------------- | ---- | ---- | ---- | -------- |
| Australian Open |      | 2    | HF   | HF       |
| French Open     | —    | 2    | 1    | 2        |
| Wimbledon       | AF   | —    | VF   | VF       |
| US Open         | —    | VF   | —    | VF       |

Zeichenerklärung: S = Turniersieg; F, HF, VF, AF = Einzug ins Finale / Halbfinale / Viertelfinale / Achtelfinale; 1, 2, 3 = Ausscheiden in der 1. / 2. / 3. Hauptrunde; nicht ausgetragen

### Juniorinnendoppel
| Turnier         | 2021 | 2022 | 2023 | Karriere |
| --------------- | ---- | ---- | ---- | -------- |
| Australian Open |      | AF   | AF   | AF       |
| French Open     | —    | AF   | VF   | VF       |
| Wimbledon       | 1    | —    | AF   | AF       |
| US Open         | —    | VF   | —    | VF       |